# 高瀬山遺跡

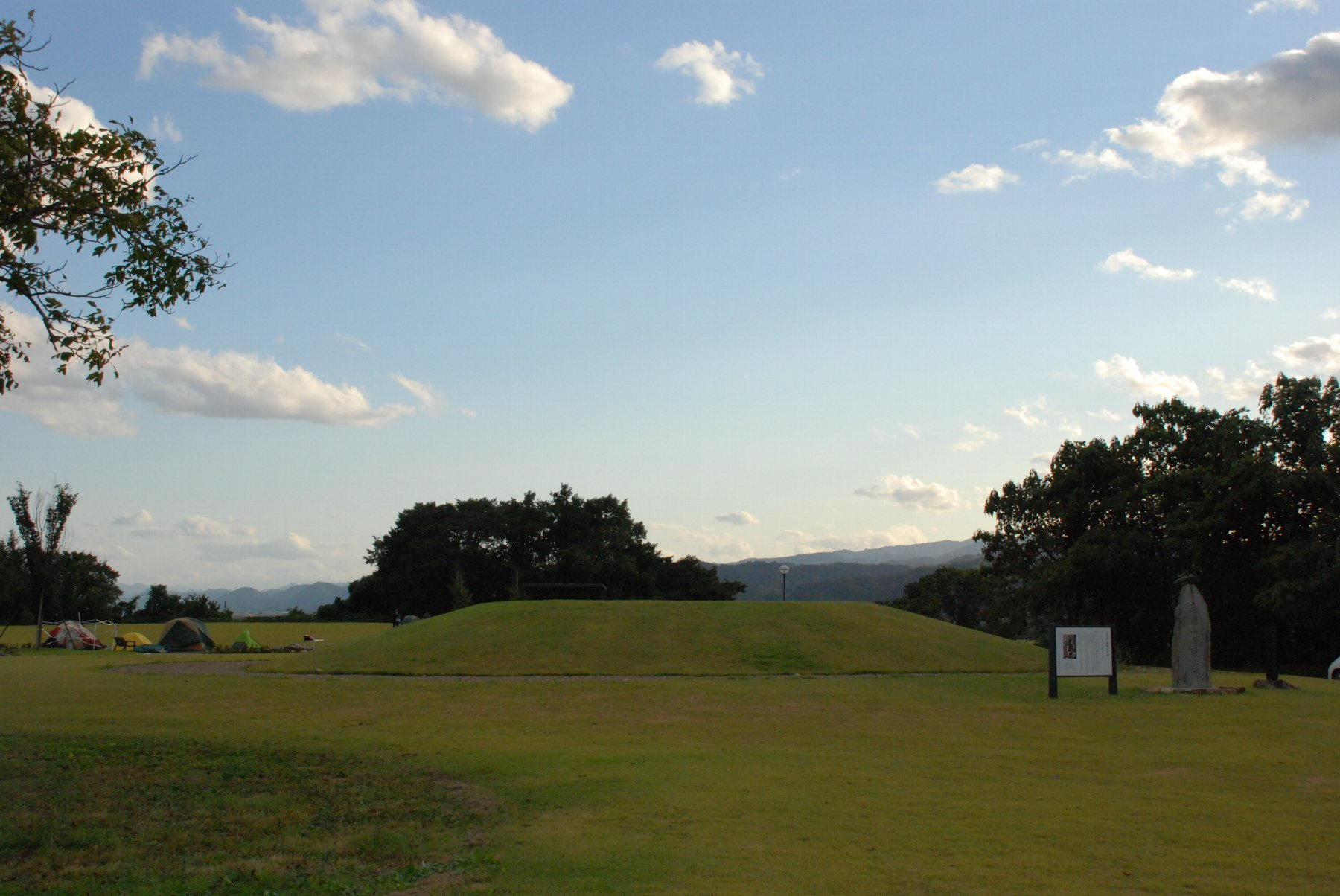
高瀬山古墳（復元）

高瀬山遺跡（たかせやまいせき）は、山形県寒河江市の高瀬山一帯に広がる旧石器時代から中世にかけての複合遺跡である。遺跡内には高瀬山古墳（C遺跡）や4基の経塚が発見されたE遺跡などがある。

## 概要

### 地勢
高瀬山遺跡は最上川が五百川峡谷から村山盆地にそそぐ地点の段丘上にあり、北を流れる寒河江川の扇状地の南端にあたる。遺跡東端の高瀬山は比高差20～30メートルで標高122メートルの断層地塁である。

### 歴史
遺跡の東側、標高112メートル地点の段丘上位面から石刃石器群などが出土し、旧石器時代の遺物と考えられている。縄文時代に入ると環状集落が営まれ、直径120メートルの範囲内に竪穴建物跡が37棟、大型建物跡が12棟検出されている。縄文晩期には水場遺構2基が検出されている。古墳時代終末期の高瀬山古墳が所在する段丘縁辺で古墳時代前期～中期とみられる方形周溝墓11基、円墳5基が検出されている。
奈良時代～平安時代の遺構が最も多くみられ竪穴建物跡（528棟）、井戸、掘立柱建物跡（245棟）群などが検出されている。落衣長者屋敷遺跡、三条遺跡の建物を加えると、2.3キロメートルの調査範囲に途切れることなく続く大集落であった。中世に入ると高瀬山頂上付近から4基の経塚が発掘されている。

## 発掘調査史
高瀬山周辺は明治時代のころから古墳や遺跡の存在が知られており、大正時代の調査で10数基の古墳群が確認された。しかし、それらの古墳群はその後の開墾によりほとんど失われてしまう。
1932年（昭和7年）にブドウ園の整備中に現れた石槨から鉄製の直刀が出土し、これを契機として発掘調査が行われることとなった。この時発見されたのが高瀬山古墳である。同古墳は1953年（昭和28年）2月20日に山形県指定史跡に指定された。
1980年（昭和55年）に高瀬山西側から温泉が湧出したことを発端として、周辺の開発が計画され、それに伴って遺跡の分布調査が行われた。それまで2地点のみが知られていたが12地点で遺構・遺物の集中箇所が確認された。
1982年（昭和57年）には高瀬山J遺跡が調査され、1984年～1986年（昭和59～61年）には、高瀬山B・K・L遺跡が調査された。1987年～1988年（昭和62～63年）には、山形県教育委員会が高瀬山K遺跡を調査した。
1989年（平成元年）、東北横断自動車道酒田線（現山形自動車道）建設が当地区に計画され、1989年～1992年（平成元年～4年）に分布調査が行われた。その結果1.6キロメートルに渡って遺構や遺物が発見され高瀬山遺跡の範囲が拡大されることとなった。

## 周辺遺跡
半径5キロメートルの中に約40箇所の遺跡が分布する。旧石器時代の遺跡は6か所、縄文時代の遺跡は劇的に増加し23か所、弥生時代の遺跡は非常に少なく3か所、古墳時代の遺跡は高瀬山遺跡以外ではほとんど見当たらない。奈良・平安時代になると再び増加し16か所の遺跡が知られている。
- 金谷原遺跡 - 旧石器時代の遺跡。遺物から古代の石器製作場であったと推測される。
- 三条遺跡 - 縄文・弥生～中世の遺跡。再葬墓・土偶・稲作の痕跡や墨書土器などが発掘された。
- 平野山遺跡 - 縄文・奈良・平安時代の遺跡。落とし穴による狩猟の痕跡や多数の窯跡が発掘。
- 落衣長者屋敷遺跡 - 縄文・奈良～中世の遺跡。